# Kurt Ströer

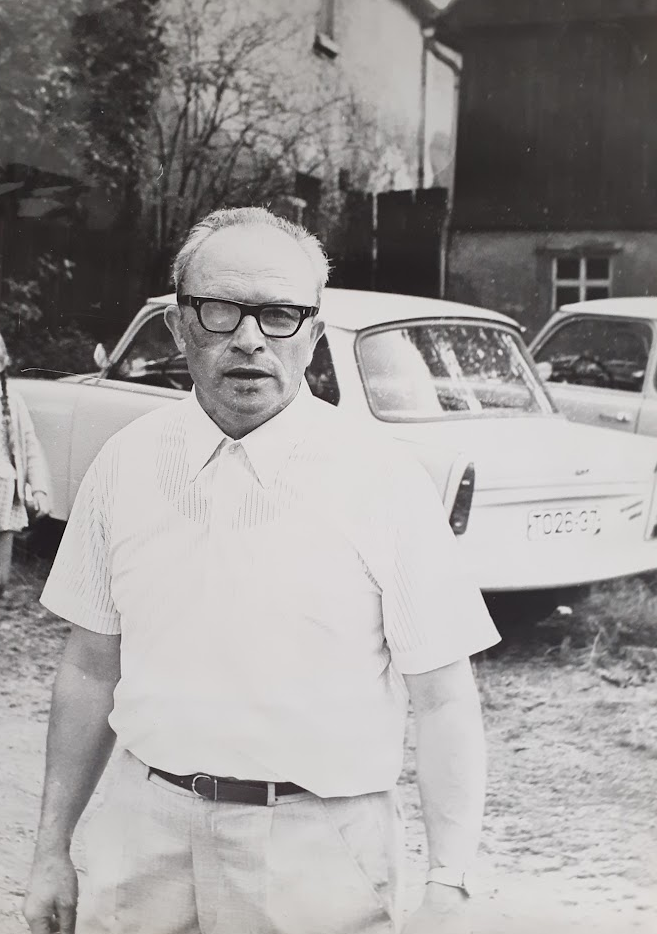
Kurt Ströer (ca. Anfang der 1970er Jahre)

Kurt Ströer (* 17. Juni 1921 in Glauchau; † 26. April 2013 in Chemnitz) war ein Diakon und Jugendwart der Evangelisch-Lutherischen Landeskirche Sachsens. Wegen seines besonderen Engagements wirkte er als Vorbild und gilt als „Vater der evangelischen Jugendarbeit“ in Sachsen. Im Rahmen seiner Seelsorge beging er jedoch auch spirituellen und sexuellen Missbrauch an mindestens 38 minderjährigen Jugendlichen.

## Leben

### Werdegang
Ströer wuchs in sächsischen Glauchau auf als einziges Kind eines Karosseriestellmachers und einer Heimarbeiterin. Seine Eltern waren nicht kirchlich verankert, ließen Kurt jedoch nach volkskirchlicher Sitte taufen und konfirmieren. Er schreibt über sie: „So indifferent sich meine Eltern zum Thema Glaube und Kirche verhielten, so besaßen sie andererseits […] politisch […] eine erstaunlich konsequente Haltung. Ihnen habe ich letztendlich zu danken, dass ich in keine nationalsozialistische Jugendorganisation eintrat und schon sehr jung ziemlich ‚klare Sicht‘ bekam.“ Ströer schilderte, dass er vom Alter von 11 Jahren an bewusst am evangelischen Gemeindeleben teilnahm. Kurz nach seiner Konfirmation habe er „eine tiefe Buße und zugleich einen herrlichen Neuanfang“ erlebt.
Während seiner Einsätze im Zweiten Weltkrieg fiel Ströer durch seine Angewohnheit auf, täglich in der Bibel zu lesen. Wegen seiner Fertigkeiten in Maschineschreiben und Steno erhielt er mehrmals (zuerst beim Reichsarbeitsdienst, später beim Bodenpersonal der Luftwaffe) die Vergünstigung der Tätigkeit im Innendienst. Indem er dies als lebensrettende Bevorzugung schätzen lernte, entwickelte er daraus ein christliches Sendungsbewusstsein. Ihm sei „überwältigend“ klar geworden: „Kurt, du bist fest eingeplant […] an ganz anderer Stelle und in alle Ewigkeit im Weltenplan des großen Gottes ‚als lebendiger Stein in seinem Haus‘!“
Nachdem Ströer im weiteren Kriegsverlauf durch eine Schussverletzung das rechte Auge verloren hatte, musste er für langwierige Lazarett-Aufenthalte in Baden-Württemberg bleiben. Anschließend kehrte er in seine Heimatstadt Glauchau zurück, arbeitete aber nicht wieder in seinem erlernten Beruf als Weber, sondern sieben Jahre lang in der Kirchenkanzlei. In dieser Zeit absolvierte er auch eine 11-monatige Kurzausbildung zum Diakon in Moritzburg.

### Einfluss als Jugendwart
Von 1956 bis 1986 war Kurt Ströer für den Kirchenbezirk Karl-Marx-Stadt II Jugendwart mit Sitz in Wittgensdorf. Wegen seiner lebendigen Art der Vermittlung von Glaubensinhalten hatten seine Jugendgruppen großen Zulauf. Auch die musikalischen Teile seiner Veranstaltungen gestaltete er weitestgehend allein in sehr ansprechender Form. Ein Teilnehmer berichtete: „Kurts unübetroffene Musikalität an jedem Tasteninstrument riss auch die unbegabtesten Sänger mit. Nicht unerwähnt soll bleiben, dass er zu jeder Jahreslosung einen Kanon komponierte, deren Anzahl vermutlich ein eigenes Heft füllen dürfte.“
Nach Berichten vieler Zeitzeugen prägte Ströer zahlreiche spätere Pfarrer und Diakone maßgeblich, wobei er und seine Anhänger umstritten waren. Harald Bretschneider schrieb: „Eine ganze Generation von Diakonen und Pfarrern hat Kurt Ströer als ihren geistlichen Vater. Manchmal beschimpft, mitunter belächelt, immer wieder hinterfragt als ‚Ströer-Sekte‘, haben sie engagiert, fleißig und treu unserer Kirche gedient. Rainer Dick, Albrecht Kaul, Martin Lerchner, Jörg Pfund, Martin Schirrmeister und viele andere sind zu nennen. Nicht zuletzt auch ich, der eigenwillige ‚Freimaurer‘.“ Landesbischof Tobias Bilz schrieb im Jahr 2022, er sei als Junge und Jugendlicher mehr als zehnmal mit Kurt Ströer auf Rüstzeiten an verschiedenen Orten unterwegs gewesen: „Ich habe ihn vor meinem inneren Auge und bleibend im Gedächtnis: sein lautes Lachen und seine dynamische Art zu erzählen, seinen Eifer gegen das, was ihn ärgerte und seine Sprechweise, die Generationen von Jugendmitarbeitern nachgeahmt haben.“
Über das evangelikale Wirken Ströers schrieb Rainer Dick (gegen Ende von Ströers Dienstjahren evangelisch-lutherischer Landesjugendwart in Sachsen, später beim CVJM Bayern): „Seine direkte und dringliche Verkündigung war manchem Pfarrer ein Stein des Anstoßes. Oft ist er angefeindet und verleumdet worden. […] Im Laufe der Jahre wurde dann die Zahl seiner Kritiker weniger. In ‚seinem‘ Kirchenkreis waren am Ende seiner Dienstzeit fast nur Pfarrer, die seine geistliche Linie bejahten und unterstützten.“
Die meisten Ko-Autoren von Ströers Biografie Gespräche unter drei Augen (2000) betonten die Einzelbeichte als Ströers Schwerpunkt. Joachim Schöne berichtete, dass Ströer von Kollegen wegen seiner Leidenschaft für das Beichten aufgezogen wurde: „Da konnte man ihn schon mal necken mit ‚Na, wie steht es denn, Kurt? Auf die Knie, Buße, Buße!?‘“ Ströer hatte seit 1955 über seine Einzelbeichten Buch geführt. In seinem Notizbuch finden sich die Namen von 1473 Jungen und Mädchen. Die Beichten bei Ströer wurden in den Dresdner Neuesten Nachrichten wie folgt charakterisiert: „Einzelbeichte wurde dort zum Kriterium authentischen Christseins, dazu Themen der Sexualität, also Ehe, Ehebruch, vor- und außereheliche Sexualkontakte, Masturbation.“ Es habe ein „duales Schema“ klarer Gegensätze gegeben zwischen „Gerettet“ und „Verloren“.
Im Mai 2022 – nach dem Bekanntwerden der Missbrauchsvorwürfe in der Öffentlichkeit – schrieb Frank Manneschmidt, Superintendent des Kirchenbezirks Chemnitz, in dem Ströer einst wirkte, in einer offiziellen Stellungnahme: „Kurt Ströers Verkündigung, so wie sie von Betroffenen, aber auch von vielen anderen im Nachhinein beschrieben wird, lässt sich inhaltlich mit lutherisch-reformatorischer Theologie schwerlich in Einklang bringen. Denn weder sind die Themen Sexualität und Okkultismus […] die Mitte der Heiligen Schrift, noch kann sein moralisches Sünden-, Gesetzes- und Evangeliumsverständnis mit dem reformatorisch-theologischen Verständnis der Rechtfertigungslehre in Übereinstimmung gebracht werden.“

## Missbrauch von Schutzbefohlenen

### Vorwürfe
Mehrere Jahrzehnte lang, insbesondere während seiner Zeit als Jugendwart, soll Ströer bei Beichtgesprächen mit männlichen Minderjährigen sexuell übergriffig geworden sein, beispielsweise in Form von Zungenküssen und intimen Berührungen.
Im Abschlussbericht der ForuM-Studie zum sexuellen Missbrauch in der Evangelischen Kirche in Deutschland, die den Fall Ströer unter dem Pseudonym „[H.P.]“ behandelt, werden die Erfahrungen von neun Betroffenen, mit denen Gespräche geführt wurden, so zusammengefasst:

„Das Alter der interviewten Betroffenen reicht von Jahrgang 1950 bis Jahrgang 1971. Die in den Interviews beschriebenen Taten ereigneten sich zwischen 1964 und 2010. Die Betroffenen berichten von sexualisierter Gewalt in Form von Umarmungen, Küssen, Streicheln, Griffen an und in die Hose an Glied und Anus […] In der Regel sprachen die Betroffenen von wiederholten Taten der sexualisierten Gewalt, die über mehrere Jahre, konzentriert vor allem auf die Zeit ihres Jugendalters, erfolgten. Die Gewalt verübte der Täter meist im Rahmen eines persönlichen sogenannten Seelsorgegesprächs. Die Betroffenen waren bei der Tat meist minderjährig und durch die kirchliche Jugendarbeit in Kontakt zum Täter gekommen […] Bereits beim ersten persönlichen Kontakt zwischen den Betroffenen und dem Täter konnte es zu sexualisierter Gewalt kommen: […] Die Mehrheit der interviewten Betroffenen schildert sexualierte Gewalt, die sich über mehrere Jahre im Zeitraum zwischen den 1960er- und 1980er-Jahren erstreckte […]“

Ströer wird nicht nur sexueller Missbrauch vorgeworfen, sondern auch geistlicher Missbrauch. Ströer sagte den pubertierenden Jungen, Onanieren sei Sünde, und wer sündigt, komme in die Hölle; es gebe nur den Ausweg der Beichte. So nötigte Ströer seine männlichen Schutzbefohlenen zur Beichte, bei der er sich dann das Onanieren schildern ließ. Frank Manneschmidt, Superintendent des Kirchenbezirks Chemnitz, schrieb im Mai 2022, dass „Ströers zuweilen angstmachende und moralisch drohende Verkündigung unmittelbar mit seinen sexuellen Übergriffen verbunden war“ und dass darum „nicht nur von körperlichem und seelischem, sondern auch von geistlichem Missbrauch“ die Rede sei. Laut der ForuM-Studie sprechen viele Betroffene selbst nicht nur von sexualisierter Gewalt, sondern auch von „geistiger Manipulation“ oder „geistlichem Missbrauch“.

### Bekanntwerden innerhalb der Kirche
Laut der Betroffenen-Initiative waren die Missbrauchsvorwürfe der Diakonengemeinschaft Moritzburg bereits im Jahr 2000 bekannt und der Kirchenleitung im Jahr 2012. Die Diakonengemeinschaft Moritzburg gibt dagegen auf ihrer Website an, sie habe im Jahr 2012 „Kenntnis von Fällen sexualisierter Gewalt“ durch Kurt Ströer erhalten.
Die Sächsische Landeskirche setzt das Bekanntwerden innerhalb der Kirche ebenfalls im Jahr 2012 an: „Bereits 2012 hat sich ein Betroffener erstmals an die Gemeinschaft Moritzburger Diakoninnen und Diakone gewandt, welche das Landeskirchenamt darüber informierte.“ Der Name des Täters sei dann im März 2013 in einem Brief benannt worden, der an alle Mitglieder der Gemeinschaft verschickt wurde. Daraufhin habe die Landeskirche alle Superintendenten informiert mit dem Ziel, mögliche weitere Betroffene zu ermitteln.
Kurz vor seinem Tod im April 2013 wurde Ströer mit den Vorwürfen konfrontiert. Er räumte die Taten ein.

### Aufarbeitung
Der Gemeinschaftsrat des Evangelisch-lutherischen Diakonenhauses Moritzburg setzte im Mai 2021 eine Arbeitsgruppe ein, um den Missbrauch aufzuarbeiten. Die Arbeitsgruppe stand im Austausch mit der Landeskirche und mit der Forschungsstelle für Zeitgeschichte in Hamburg, die damals für die wissenschaftliche Aufarbeitung vorgesehen war.
Erst ab Dezember 2021 wurde die Öffentlichkeit über die Medien informiert. Ausgangspunkt war eine öffentliche Mitteilung der Sächsischen Landeskirche am 4. Dezember 2021. Zu diesem Zeitpunkt waren der Landeskirche vier Betroffene namentlich bekannt, die über Missbrauch durch Ströer in den 1960er und 1970er Jahren berichtet hatten. Die Landeskirche teilte mit, dass die geschilderten Taten im Rahmen der Jugendarbeit Ströers stattfanden. Dabei habe Ströer oft gezielt „seelsorgerliche Situationen ausgenutzt“. Der Präsident des Landeskirchenamtes Hans-Peter Vollbach sagte: „Die Tatsache, dass solche Taten im Raum unserer Kirche stattfinden konnten und diese während der Dienstzeit von Kurt Ströer nicht erkannt und verhindert wurden, beschämt uns zutiefst.“ Er bat die Missbrauchsopfer öffentlich um Entschuldigung für das, was sie erlitten haben. Die Landeskirche habe in den letzten Jahren bereits wesentliche Präventionsmaßnahmen und gesetzliche Grundlagen geschaffen, die es nun umzusetzen gelte.
Im Mai 2022 veröffentlichte die Wochenzeitung der sächsischen Landeskirche Der Sonntag einen Beitrag von Landesbischof Tobias Bilz mit dem Titel Betroffene nicht allein lassen. Bilz schrieb, dass er früher nichts von den Taten wusste. Kurt Ströer sei ein Sexualstraftäter; daran könne wegen der Aussagen dutzender Betroffener und Ströers Eingeständnissen vor seinem Tod kein Zweifel bestehen. Das Ausmaß der Taten sei erschreckend, vor allem deshalb, „weil die persönliche Seelsorge als besonderer Raum des Schutzes, der Offenheit und der Zuwendung in ihr Gegenteil verkehrt wurde“, aber auch, „weil die Betroffenen bis heute mit den Auswirkungen zu kämpfen haben“. Bilz bekannte sich zu der Verantwortung der Landeskirche zur weiteren Aufarbeitung in dreifacher Hinsicht. Zum einen müssten das Leid der Betroffenen und ihre Schilderungen ernst genommen werden; gefordert seien „Worte und Gesten des aufrichtigen Bedauerns und die Anerkennung des erlittenen Unrechts“. Ströers Schuld dürfe nicht relativiert oder mit „segensreichem Wirken an anderer Stelle“ verrechnet werden. Zum anderen müsse aufgeklärt werden, wie es zu dem jahrzehntelangen Missbrauch kommen konnte; hier brauche die Kirche Unterstützung durch unabhängige Sachverständige. Schließlich sei auch eine „theologische Aufarbeitung“ nötig. Bilz erwähnte, dass er vor wenigen Wochen mit einer großen Gruppe Betroffener gesprochen habe. Dabei sei ihm „erneut bewusst geworden, wie wichtig für sie und für unsere Kirche eine konsequente Aufarbeitung ist“.
Pfarrer Markus Schmidt, Professor an der Fachhochschule der Diakonie, trug im September 2022 zur Aufarbeitung mit einem Online-Vortrag bei, den er bei einer Rüstzeit des Landesbischofs, der Superintendenten und der theologischen Oberlandeskirchenräte in Meißen hielt. Sein Vortrag über „Missbrauch zwischen Frömmigkeit, Macht und Kommunikation“ mit Bezug zum Fall Ströer wurde in überarbeiteter Fassung im Amtsblatt der Landeskirche veröffentlicht (siehe Literatur).
Im April 2022 hatte in Dresden erstmals ein größeres Treffen von 17 Betroffenen in Kooperation mit der Landeskirche stattgefunden. Im März 2023 fand ein zweites Treffen statt, diesmal in Meißen. Zu dieser Zeit hatten sich mehr als 30 Personen als Betroffene an die Landeskirche gewandt. Der Betroffene Matthias Oberst merkte als Organisator des Treffens in Meißen über die Landeskirche kritisch an: „Sie kommen nicht auf uns zu in der Aufarbeitung.“ Beispielsweise habe die Kirche den Betroffenen freundlicherweise eine neue Broschüre zur Missbrauchsprävention zugeschickt, sie aber vorher nie gefragt, ob sie an der Broschüre mitarbeiten möchten. Betroffene gründeten nun selbst eine Initiativgruppe zur Aufarbeitung und Prävention des Missbrauchs. Sie kritisierten, dass sie bisher kaum in den Aufarbeitungsprozess eingebunden wurden. Im Juni 2023 räumte die Gemeinschaft der Diakone und Diakoninnen der Evangelisch-Lutherischen Landeskirche Sachsens diesen Fehler bei der Aufarbeitung ein. Die Betroffenen seien bisher „nicht genügend gehört und beachtet“ worden.
Die Landeskirche hatte sich schon vor dem Dezember 2021, als sie an die Öffentlichkeit ging, um die Aufarbeitung durch eine unabhängige, wissenschaftliche Studie bemüht. Der Fall Ströer wurde dann in der ForuM-Studie untersucht. Die Wissenschaftler gewannen ihre Erkenntnisse in erster Linie aus Gesprächen mit neun Betroffenen. Sie sahen auch Akten aus den Archiven der Landeskirche, der Moritzburger Diakonengemeinschaft und des Kirchenkreises ein, jedoch fand sich in diesen Akten kein Beleg für sexuellen Missbrauch durch Ströer. Ferner stellten Betroffene ihre privaten Aufzeichnungen zur Verfügung. Der Abschlussbericht der ForuM-Studie erschien im Januar 2024. Er behandelt den Fall Ströer detailliert auf 25 Seiten unter Verwendung eines Pseudonyms (siehe Literatur).
Bis April 2024 meldeten sich insgesamt 38 Opfer Ströers.